# Gipsgroplav
Gipsgroplav (Diploschistes gypsaceus) är en lavart som först beskrevs av Erik Acharius, och fick sitt nu gällande namn av Alexander Zahlbruckner. Gipsgroplav ingår i släktet Diploschistes och familjen Graphidaceae.  Arten är reproducerande i Sverige. Inga underarter finns listade i Catalogue of Life.